# Хаджи Димитър (балада)
Вижте пояснителната страница за други значения на Хаджи Димитър.
„Хаджи Димитър“ е балада, написана от българския поет и революционер Христо Ботев и издадена за пръв път през 1873 година във вестник „Независимост“. Творбата се състои от 12 строфи.

## История на творбата
Датата на написване е неизвестна, но според Захарий Стоянов Ботев я декламира дълго преди публикацията. Стихотворението е публикувано с малки поправки и в стихосбирката „Песни и стихотворения“, която Христо Ботев издава съвместно със Стефан Стамболов.
Творбата е написана по повод сражението на връх Бузлуджа на 18 юли 1868 година, при което Хаджи Димитър е смъртоносно ранен и почива от раните си двадесетина дни по-късно в подножието на връх Кадрафил, в Сърнена Средна гора, където според някои предположения е и погребан. Народната памет поддържа мита за това, че войводата остава жив след кървавото сражение, но историческите източници свидетелстват, че е изгубил живота си при последната битка на четата.
Заглавието съдържа име на конкретна историческа личност. Това обвързва творбата с извънтекстовата реалност. В самия текст обаче името не присъства, а е заменено от обобщителното „юнак“ и от третоличното местоимение „той“. В „Хаджи Димитър“ се споменава и друга историческа личност – Стефан Караджа.

## Жанр
Жанровата същност на текста е обект на дълги дискусии в българското литературознание. Характеризиран е като ода, като текст, съчетаващ одически, баладически и елегически елементи, както и чрез общото понятие песен. Най-разпространеното жанрово определение за творбата е балада.
Творбата не може да бъде характеризирана като поема, доколкото в нея силен превес има лирическото начало за сметка на епическото (напр. липсва времева необратимост). В произведението се преплитат митологичните и фолклорните мотиви, с познанието от автора на хайдушкия начин на живот. Първо се чува шумоленето на листата на дърветата и чак по-сетне се усеща полъха на вятъра.

## Критика за произведението
- Никола Георгиев – „Ботевата балада “Хаджи Димитър" (опит за разбор)"

- Никола Георгиев – „Жанр, херменевтика и един прочит на “Хаджи Димитър"